# Erik Gustaf Geijer
Erik Gustaf Geijer (ur. 12 stycznia 1783 w Ransäter (Värmland), zm. 23 kwietnia 1847 w Sztokholmie) – szwedzki historyk, polityk, poeta i kompozytor, jeden z głównych przedstawicieli szwedzkiego romantyzmu w literaturze.

## Życiorys
W latach 1817–1846 wykładał historię na uniwersytecie w Uppsali, 1824 został członkiem Akademii Szwedzkiej. W latach 1828–1830 i 1840–1841 był członkiem parlamentu, początkowo o poglądach konserwatywnych, sprzeciwiał się liberalnym reformom w szkolnictwie, po 1830 zmienił poglądy i poparł reformy oświatowe. Był jednym z pionierów naukowej szwedzkiej historiografii, 1832–1836 wydał w 3 tomach swoje główne dzieło – Svenska folkets historia (Historia ludu szwedzkiego), w którym skrytykował dziejową rolę szwedzkiej arystokracji, co stało się przyczyną jego polemiki z Fryxellem. Jako poeta zasłużył się ożywieniem tematyki narodowej, był teoretykiem i twórcą Götiska förbundet (Związku Gockiego) skupiającego poetów głoszących zwrot ku rodzimej skandynawskiej tradycji, zainteresowanych mitologią skandynawską i wikińską przeszłością północnej Europy. Napisał poematy Manhem (Siedziba ludzi, 1811) będący wierszowanym programem Götiska förbundet, Odalbonden (Wolny chłop, 1811) i Vikingen (Wiking, 1811) będące pochwałą umiłowania wolności i waleczności nordyckich przodków Szwedów. W latach 1814–1816 był współwydawcą czterotomowych Svenska folkvisor (Szwedzkich pieśni ludowych). Ponadto komponował utwory fortepianowe w stylu klasyków wiedeńskich. W 1834 wydał wspomnienia z okresu młodości Minnen (1834). Pośmiertnie 1849–1855 zostały wydane w 13 tomach pisma zebrane Samlade skriften.